# Gliese 832 c
Gliese 832 c is een mogelijke exoplaneet die draait om de rode dwerg Gliese 832. De exoplaneet bevindt zich ongeveer 16 lichtjaar van de Aarde vandaan en staat in het sterrenbeeld Grus. De exoplaneet is vanaf Gliese 832 gezien de eerste planeet en ligt in de bewoonbare zone. De andere exoplaneet in dit planetenstelsel is Gliese 832 b.
Gliese 832 c is een warme superaarde met een omlooptijd van 35 dagen. Het is de op een na dichtstbijzijnde aarde-achtige planeet.
Het bestaan van deze planeet is nog niet bevestigd. 